# 桂文治 (9代目)
9代目 桂 文治（かつら ぶんじ、1892年9月7日 - 1978年3月8日）は、落語家。本名∶高安 留吉。生前は落語協会所属。定紋∶結三柏。出囃子∶『野崎』。通称「留さん（文治）」。

## 経歴
東京日本橋小伝馬町の生まれ、実家は魚屋。十思小学校を卒業。1904年、錦城中学校入学も1年ほどで退学し、蕎麦屋などの奉公に出るもそこも転々、父の魚屋を手伝いながら天狗連に出るようになる。
1915年に橘家圓三（「品川の馬鹿銀」）の紹介で一門の総帥の4代目橘家圓蔵に入門し、橘家咲蔵を名乗る。1918年12月、7代目翁家さん馬門下に移って翁家さん好と改名する。後に初代立花家橘之助の一座に加わり巡業に出るが、御難にあい東京に帰れなくなり、1921年大阪に流れつき2代目桂三木助門人となり桂三木弥となる。大阪時代は、その後の持ちネタとなる多くの噺を学び、また初代桂春団治に接し大きな影響をうけるなど彼自身にとって一つの転機となった。
帰京後は文治門下に復帰する。翌1922年11月、桂文七に改名するが、師匠文治との関係が悪化し止むなく3代目柳家小さん一門に移る。1925年10月、真打に昇進し柳家さん輔に改名。1938年4月、前師匠文治の前名に当たる翁家さん馬を9代目として襲名した。戦後は文化放送専属でラジオの寄席中継に出るようになり、その芸が認められるようになる。
1960年4月、9代目桂文治を襲名。襲名は周囲の薦めからであったが、本人は「産婆」と高座名をかけたクスグリが使えなくなることと、襲名に多額の資金が必要なことから嫌がったという。
1972年3月、友人の林家彦六（当時は8代目林家正蔵）、彦六の「天敵」と呼ばれた6代目三遊亭圓生とともに落語協会顧問就任。落語界最長老として活躍する。
1976年1月24日、脳溢血に倒れる。
1978年3月8日、死去。85歳没。墓所は台東区谷中の玉林寺にある。

## 芸風
得意ネタは、本人を地でゆくような『片棒』、初代柳家蝠丸（10代目桂文治の実父）作の『大蔵次官』、『口入屋』、『小言幸兵衛』、『好きと怖い』、『俳優の命日』、『岸さん』、『不動坊』、『歌劇の穴』、『宇治大納言』などである。

### 奇想天外なクスグリ
「留さん文治」は、一見前師匠8代目文治を引き継いだ非常に怖そうな老大家のようだが、その芸風はひょうひょうとした軽い語り口の中に不思議な英語、微妙にアナクロな現代語を織り込んだものであった。そのため歴代の文治の流れからすると異色である感は否めないものの、寄席には絶対に欠かせない芸人であった。以下は「留さん文治」の名文句集である。
- 「心中するのにサーベルもって行くやつがあるかい。バグダッドの盗賊じゃねぇんだぞ」（「小言幸兵衛」）
- 「エデンの東のほうから来たんじゃねぇのかい」（「小言幸兵衛」）
- 「若い頃だけですよ、女性が男性に憧憬されたり、ベストを尽くされるのは。ましてや頭の毛がホワイトとなってごらんなさい。そして筋肉に緩みが生じてくるね。アクセントロジックのＺ（ゼット）が迷宮に入ってごらんなさい、だぁれも構う者はないから」（「大蔵次官」）
- 「顔面にホワイトのペンキを塗り」（「大蔵次官」→10代目文治も使っていたクスグリ）
- 「（ケネディ大統領が暗殺された話で）殺された場所がよくねぇ、テキサス州ってんでしょう。敵を刺すってんですからね。ダラスって町でしょ。だらすがない。殺したやつがオズワルドってので、自分の了見じゃねぇ、人におすわるとそういうことをする」
- 「『悶え』っていう映画を観てると体が悶えてくる。あの映画に出てる若尾文子って女優がね。すけべったらしい目つきでね。ああいう映画、あたしゃ大好きなんすよ」（「現代の穴」）

## 人物
稲荷町（現：台東区東上野）の長屋に住み、3代目柳家小さん門下だった林家彦六（8代目林家正蔵）とは兄弟分であり家も隣り同士と昵懇の間柄であった。
落語界屈指の吝嗇家であり、師匠小さんの曾孫弟子であった7代目立川談志（自身もケチで有名であった）、彦六の弟子であった林家木久扇（初代林家木久蔵、芸人では珍しい節約家）をして賞賛せしめるほどの「ケチの文治」として有名で、数々の「ドケチ」の逸話を残す。
- 上野の鈴本演芸場の席亭に「毎週、これこれの日は早く高座に上がらせて下さい」と要請した。刺身好きな文治は、アメ横の魚屋の特売日に、早く高座を上がって帰りたかっためである。また、当時上野松坂屋の定休日が木曜日であったため、休前日の水曜日には鮭が半額になり、なおかつ閉店間際にはさらに値段が安くなるので、高座よりも鮭の値段が気になって仕方がなかったという[1]。
  - なお、買ってきた魚は、当時としては珍しい電気冷蔵庫に入れていた。しかし自分のではなく、隣に住む友人の彦六宅の冷蔵庫である。
- 新聞も毎日、近所の彦六宅で読んでいた。
- 近所に住む彦六宅で、年数回名物となっている「牛めし」を作った際にはやってきて、何杯も馳走になった。二杯目のお替わりは彦六の前座がよそったが、三杯目以降は流石に気まずかったのか、自分で台所に行き、そこでよそって食べていたという[1]。
- 楽屋で「天丼はどこの店が美味いか」という談議になり、文治は「天ぷらは勧銀（日本勧業銀行、のちの第一勧業銀行）が一番だ」と語った。怪訝に思った他の噺家が尋ねると、文治はその銀行に貯蓄が多くあり、（銀行では）月に一度「天丼の日」というのが設けられていて、その日に行くと上得意客である文治は別室に通されて天丼が出されるので、それが一番美味しいという意味であった。金を払わずに天丼が食べられるので美味いに違いない訳だと覚り、楽屋内の爆笑を誘ったという[1]。
- 入院していた折「十足す十はいくつ？」と言われても答えられなかったが、「十円足す十円はいくつ？」と聞かれるとはっきりとした口調で「二十円」と答えた。
- 呼ばれたお座敷で出されたご馳走を腹一杯食べてから寄席に回ってきたが、食い過ぎで腹痛を起こして楽屋で七転八倒しだしたので、噺家仲間が「今日は休んで帰ったらどうですか? タクシー呼びますよ」と言うと、文治はいきなりしゃんとなり「いいえ地下鉄で帰ります」
  - 仕方がないので若い前座に荷物を持たせ、地下鉄の駅まで送ってやることになった。駅で別れ際に「取っておきなさい」と文治の渡した小さな包みを、前座が後で開いてみると、中身はタクシー代よりも多額のチップだった。「ドケチ」と言われてはいたが、単なる吝嗇家ではなかった。
- 普段から大切な義理事への出費は惜しまず、むしろ他人よりも多く包むことを厭わなかったという。「美学のある吝嗇家」であった。
- 本人は翁家さん馬のままでも良かったが、金を使わせようと周りがよってたかって文治を襲名させた。

またロセンが大きいことでも知られた。

## 弟子
- 10代目翁家さん馬 - 文治の養子
- 桂文太 - 文治没後は3代目古今亭志ん朝一門に移籍

## 音源

### CD
- 『九代目桂文治　昭和の名人～古典落語名演集』（1 - 3）キングレコード、KICH-2568 - 2570。 - 片棒・今戸焼・宇治大納言・鰻屋・お菊の皿・紀州・小言幸兵衛・小粒・三年目・たがや・不動坊・古手買い・六尺棒を収録
- 『なごやか寄席 九代目 桂文治 小粒/片棒』[要文献特定詳細情報]
- 『九代目 桂文治 名演集』（1、2）ポニーキャニオン、PCCG-00070・00071、廃盤

### カセット
- 『落語名人撰59』アポロン音楽工業、KSZ∸2059。 - 片棒、大蔵次官、小言幸兵衛、不動坊を収録